# Depraved to Black
Depraved to Black — мини-альбом немецкой группы Avenger (впоследствии известной как Rage), вышедший в 1985 году, ставший логичным продолжением и завершением альбома Prayers of Steel.

## Отзывы критиков
Альбом получил положительные отзывы от музыкальных критиков. Гёц Кюнемунд из немецкого журнала Rock Hard писал, что сторона «А» содержит «две сильные, скоростные песни, которые, как и ожидалось, замечательно спродюсированы и явно превосходят музыкальные стандарты хорошего дебютного альбома», а на стороне «Б» представлены концертные версии двух «самых сильных» песен с полноформатной пластинки.

## Список композиций
| №                   | Название                               | Длительность |
| ------------------- | -------------------------------------- | ------------ |
| 1.                  | «Down to the Bone»                     | 5:01         |
| 2.                  | «Depraved to Black»                    | 4:37         |
| 3.                  | «Prayers of Steel» (концертная запись) | 4:56         |
| 4.                  | «Faster Than Hell» (концертная запись) | 2:47         |
| Общая длительность: | Общая длительность:                    | 17:21        |

## Участники записи
- Питер «Пиви» Вагнер — вокал, бас-гитара, акустическая гитара
- Йохан Шрёдер — гитара
- Томас «Гиннес» Грюнинг — гитара
- Йорг Михаэль — ударные